# Top (Unix)
top je jeden z nástrojů UN*Xových operačních systému pro monitorování právě běžících procesů a podprocesů. Na rozdíl od nástroje ps jeho použití není dávkové, ale průběhové (podobně jako Task Manager v operačních systémech Windows NT.

## Stručný popis funkcionality
Program v záhlaví zobrazuje tzv. Load averages podobně jako nástroj uptime. Souhrn procesů, stavy CPU, využití paměti a swap následuje.
Běžně zobrazovanými hodnotami jsou PID čili číselná identifikace procesu či podprocesu, jméno uživatele, v jehož kontextu proces běží, priorita, hodnota nice, velikost v operační paměti, aktuální stav procesu, metoda zpracování podprocesů či vláken, doba běhu procesu (měřeno v času vytížení procesoru, aktuální vytížení procesoru procesem a poté příkaz, jímž byl proces spuštěn. Je samozřejmě možné zobrazit příkaz včetně parametrů, s nimiž byl volán.

## Příklad použití
náhled výstupu programu na operačním systému OpenBSD
```
$ 
top

load averages:  0.15,  0.13,  0.12    20:25:25

56 processes:  55 idle, 1 on processor

CPU states:  0.4% user,  0.0% nice,  0.1% system,  0.1% interrupt, 99.4% idle

Memory: Real: 57M/140M act/tot  Free: 357M  Swap: 0K/2048M used/tot

  PID USERNAME PRI NICE  SIZE   RES STATE    WAIT      TIME    CPU COMMAND

 7578 _mysql     2    0   24M   17M sleep    poll     53:25  0.00% mysqld

25399 named      2    0 6252K 7012K sleep    select    2:53  0.00% named

30942 root       2    0  460K 1240K idle     netcon    1:59  0.00% vsftpd

14906 _lighttp   2    0 2508K 3716K sleep    poll      0:45  0.00% lighttpd

 1303 root       2    0  604K 1636K idle     kqread    0:24  0.00% master

19521 _syslogd   2    0  412K  788K sleep    poll      0:12  0.00% syslogd

30141 root       2    0  580K  876K sleep    select    0:11  0.00% cron

30596 _ntp       2    0  392K  740K sleep    poll      0:06  0.00% ntpd

11703 _postfix   2    0  692K 1744K idle     kqread    0:06  0.00% qmgr

…

```